# میدان مارین

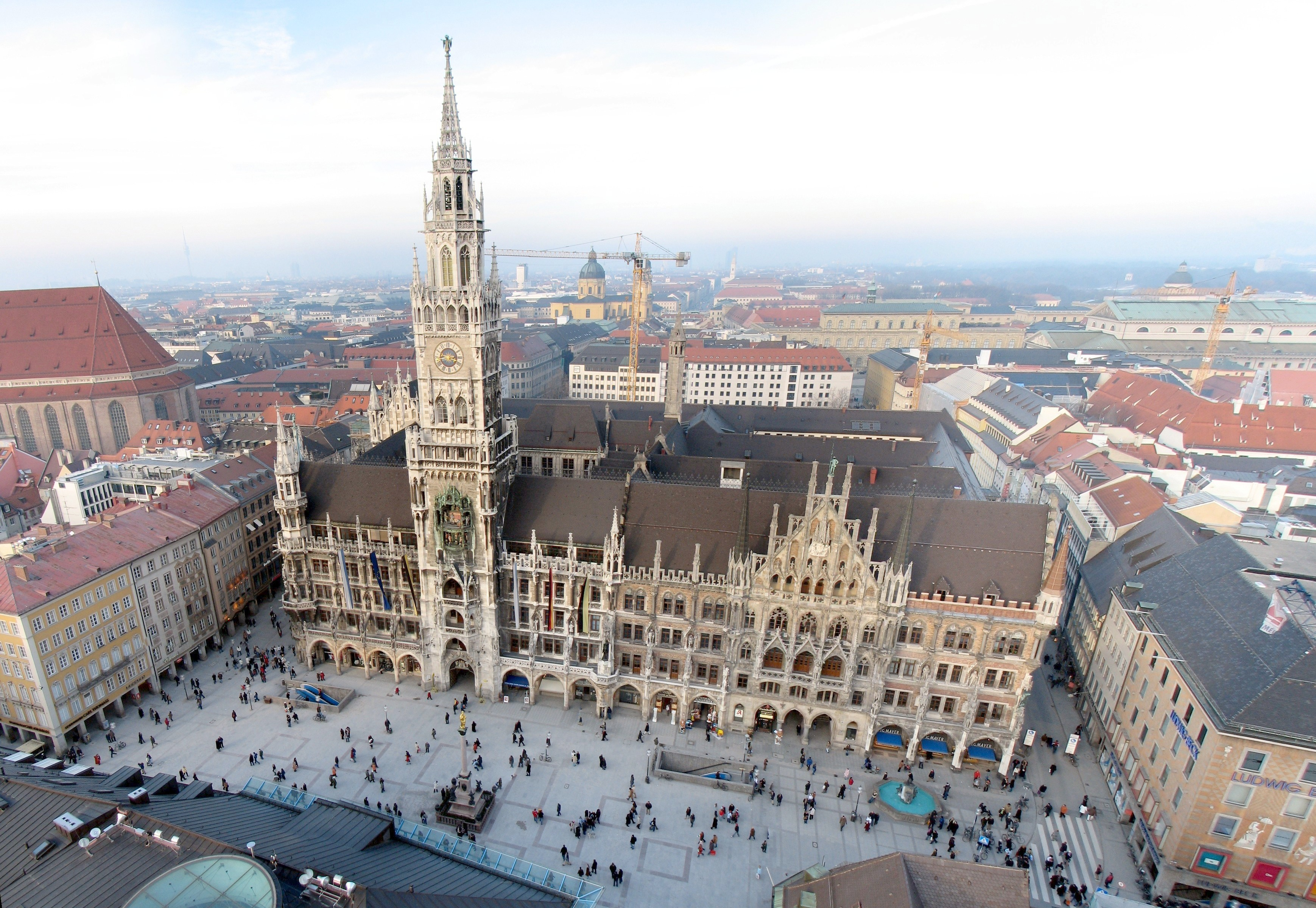
نمایی از میدان مارین و ساختمان جدید شهرداری

میدان مارین (آلمانی: Marienplatz) یا میدان مریم مقدس میدان مرکزی در شهر مونیخ آلمان است. این میدان از سال ۱۱۵۸ میدان اصلی شهر بوده‌است.